# 사라진 여인
《사라진 여인》(영어: The Lady Vanishes)은 1938년 개봉한 영국의 미스터리 스릴러 영화이다. 앨프리드 히치콕이 감독을 맡고, 마거릿 록우드, 마이클 레드그레이브 등이 출연하였다. 국내에는 《숙녀 사라지다》, 《반드리카 초특급》 같은 다른 이름도 있다. 이 영화는 《39 계단》(1935)과 함께 히치콕이 영국에서 제작한 영화 중에 대표작으로 평가받는다.

## 줄거리
가상의 유럽 국가 반드리카를 여행한 아이리스는 이제 막 영국으로 돌아가 결혼할 참이다. 그러나 눈사태로 철로가 막히면서 아이리스, 맨체스터 테스트 크리켓 경기를 보러 가는 크리켓 팬인 콜디컷과 차터스, 음악 교사 프로이 양을 비롯한 승객들은 호텔에서 하룻밤 묵게 된다. 그 밤에 아이리스는 바로 윗방에 투숙한 민족 음악학자 길버트가 클라리넷을 불며 소음을 내 다투게 된다.
다음 날 아이리스는 기차 역에서 위에서 떨어진 화분에 맞는다. 프로이 양은 아이리스를 부축해 기차에 오르는 걸 돕는다. 아이리스는 프로이 양과 처음 보는 사람들이 있는 한 객실 안에 들어간 뒤 잠이 든다.
깨어난 아이리스는 프로이 양이 감쪽같이 사라졌음을 발견한다. 같은 객실에 있던 승객들과 일부 기차 직원들은 프로이 양을 아예 본 적이 없다고 주장한다. 아이리스는 기차에서 다시 만난 길버트와 함께 프로이 양을 찾는다.

## 출연진
- 마거릿 록우드(Margaret Lockwood) - 아이리스 헨더슨 역
- 마이클 레드그레이브 - 길버트 역
- 폴 루커스 - 하츠 의사 역
- 데임 메이 휘티 - 프로이 양 역
- 세실 파커(Cecil Parker) - 토드헌터 씨 역
- 린든 트래버스(Linden Travers) - 토드헌터 "부인" 역
- 논턴 웨인(Naunton Wayne) - 콜디컷 역
- 배질 래드퍼드(Basil Radford) - 차터스 역

## 파생작
조연인 콜디컷(논턴 웨인 분)과 차터스(배질 래드퍼드 분) 콤비가 인기를 끌어 해당 배우들이 동일한 배역명으로 등장하는 영화들(《뮌헨행 야간열차》(1940) 등)과 이름은 바꾸었으나 인물성은 유지한 영화들(《악몽의 밤》(1945), 《핌리코행 여권》(1949) 등)이 제작되었다.